# Olympische Sommerspiele 1996/Teilnehmer (Ägypten)
| Gelbes Symbol für Goldmedaillen mit stilisierten Olympischen Ringen | Graues Symbol für Silbermedaillen mit stilisierten Olympischen Ringen | Braundes Symbol für Bronzemedaillen mit stilisierten Olympischen Ringen |
| ------------------------------------------------------------------- | --------------------------------------------------------------------- | ----------------------------------------------------------------------- |
| —                                                                   | —                                                                     | —                                                                       |

Ägypten nahm bei den Olympischen Sommerspielen 1996 in der US-amerikanischen Metropole Atlanta mit 29 Sportlern, 27 Männern und zwei Frauen, in 17 Wettbewerben in acht Sportarten teil.
Seit 1912 war es die 17. Teilnahme Ägyptens bei Olympischen Sommerspielen.

## Flaggenträger
Der Handballer Hosam Abdallah trug die Flagge Ägyptens während der Eröffnungsfeier am 19. Juli 1996 im Centennial Olympic Stadium.

## Medaillen
Die 29 Sportlerinnen und Sportler konnten keine Medaillen gewinnen. Die beste Platzierung erreichten die Handballer mit Platz 6 in ihrem Wettbewerb.

## Teilnehmer nach Sportarten

### Boxen
| Athleten        | Wettbewerb        | 1. Runde     | 1. Runde | Achtelfinale  | Achtelfinale  | Viertelfinale | Viertelfinale | Halbfinale    | Halbfinale    | Finale        | Finale        | Rang |
| Athleten        | Wettbewerb        | Gegner       | Ergebnis | Gegner        | Ergebnis      | Gegner        | Ergebnis      | Gegner        | Ergebnis      | Gegner        | Ergebnis      | Rang |
| --------------- | ----------------- | ------------ | -------- | ------------- | ------------- | ------------- | ------------- | ------------- | ------------- | ------------- | ------------- | ---- |
| Männer          |                   |              |          |               |               |               |               |               |               |               |               |      |
| Kabary Salem    | Klasse bis 75 kg  | A. Hernández | 2:11     | ausgeschieden | ausgeschieden | ausgeschieden | ausgeschieden | ausgeschieden | ausgeschieden | ausgeschieden | ausgeschieden | 17   |
| Mohamed Mahmoud | Klasse bis 81 kg  | F. Rojas     | 9:20     | ausgeschieden | ausgeschieden | ausgeschieden | ausgeschieden | ausgeschieden | ausgeschieden | ausgeschieden | ausgeschieden | 17   |
| Amrou Moustafa  | Klasse bis 91 kg  | I. Kschinin  | 4:17     | ausgeschieden | ausgeschieden | ausgeschieden | ausgeschieden | ausgeschieden | ausgeschieden | ausgeschieden | ausgeschieden | 17   |
| Ahmed El-Said   | Klasse über 91 kg | —            | —        | R. Monse      | 9:12          | ausgeschieden | ausgeschieden | ausgeschieden | ausgeschieden | ausgeschieden | ausgeschieden | 9    |

### Gewichtheben
| Athleten        | Wettbewerb       | Reißen   | Reißen | Stoßen   | Stoßen | Zweikampf | Zweikampf | Rang |
| Athleten        | Wettbewerb       | Gewicht  | Rang   | Gewicht  | Rang   | Gewicht   | Rang      | Rang |
| --------------- | ---------------- | -------- | ------ | -------- | ------ | --------- | --------- | ---- |
| Männer          |                  |          |        |          |        |           |           |      |
| Tharwat Bendary | Klasse bis 99 kg | 167,5 kg | 12     | 205,0 kg | 10     | 372,5 kg  | 11        | 11   |

### Handball
| Wettbewerb        | Männer (Spiele/Tore) |
| ----------------- | --- |
| Athleten          | Ahmed El-Awady (2/0) Ahmed El-Attar (5/25) Ahmed Ali (6/2) Hosam Abdallah (5/4) Mahmoud Soliman (6/21) Gohar Nabil (5/12) Yasser Mahmoud (2/0) Khaled Mahmoud (1/3) Ayman El-Alfy (6/5) Hamada Bakir El-Nakib (6/0) Amro El-Geioushy (6/22) Ashraf Mabrouk Awaad (6/18) Aymen Abdelhamid Soliman (4/0) Ahmed Belal (5/8) Saber Hussein (1/0) Sameh Abdelwaress (6/19) |
| Trainer           | Javier García |
| Gruppenphase      | Algerien (19:16) Brasilien (31:20) Deutschland (24:22) Frankreich (20:25) Spanien (19:20) |
| Halbfinale        | ausgeschieden |
| Platzierungsspiel | Russland (26:29) |
| Rang              | 6. Platz |

### Judo
| Frauen             |                   |         |         |            |         |               |               |               |               |               |               |               |               |    |
| Heba Hefny         | Klasse über 72 kg | —       | —       | Freilos    | Freilos | H. Burnett    | W             | B. Maksymow   | L             | ausgeschieden | ausgeschieden | ausgeschieden | ausgeschieden | 9  |
| Heba Hefny         | Klasse über 72 kg | —       | —       | Freilos    | Freilos | H. Burnett    | W             | C. Cicot      | L             | ausgeschieden | ausgeschieden | ausgeschieden | ausgeschieden | 9  |
| Männer             |                   |         |         |            |         |               |               |               |               |               |               |               |               |    |
| Bassel El-Gharbawy | Klasse bis 95 kg  | Freilos | Freilos | R. Stevens | L       | ausgeschieden | ausgeschieden | ausgeschieden | ausgeschieden | ausgeschieden | ausgeschieden | ausgeschieden | ausgeschieden | 21 |

### Ringen

#### Griechisch-Römisch
Legende: G = Gewonnen, V = Verloren, S = Schultersieg
| Athleten            | Wettbewerb       | 1. Runde    | 1. Runde | Achtelfinale  | Achtelfinale  | Viertelfinale | Viertelfinale | Halbfinale    | Halbfinale    | Hoffnungsrunde Runde 1 | Hoffnungsrunde Runde 1 | Hoffnungsrunde Runde 2 | Hoffnungsrunde Runde 2 | Hoffnungsrunde Runde 3 | Hoffnungsrunde Runde 3 | Hoffnungsrunde Runde 4 | Hoffnungsrunde Runde 4 | Hoffnungsrunde Runde 5 | Hoffnungsrunde Runde 5 | Finale        | Finale        | Rang |
| Athleten            | Wettbewerb       | Gegner      | Ergebnis | Gegner        | Ergebnis      | Gegner        | Ergebnis      | Gegner        | Ergebnis      | Gegner                 | Ergebnis               | Gegner                 | Ergebnis               | Gegner                 | Ergebnis               | Gegner                 | Ergebnis               | Gegner                 | Ergebnis               | Gegner        | Ergebnis      | Rang |
| ------------------- | ---------------- | ----------- | -------- | ------------- | ------------- | ------------- | ------------- | ------------- | ------------- | ---------------------- | ---------------------- | ---------------------- | ---------------------- | ---------------------- | ---------------------- | ---------------------- | ---------------------- | ---------------------- | ---------------------- | ------------- | ------------- | ---- |
| Männer              |                  |             |          |               |               |               |               |               |               |                        |                        |                        |                        |                        |                        |                        |                        |                        |                        |               |               |      |
| Moustafa Abdulharis | Klasse bis 90 kg | M. Bullmann | V 0:3    | ausgeschieden | ausgeschieden | ausgeschieden | ausgeschieden | ausgeschieden | ausgeschieden | A. Essafoui            | G 4:0                  | M. Švec                | V 4:8                  | ausgeschieden          | ausgeschieden          | ausgeschieden          | ausgeschieden          | ausgeschieden          | ausgeschieden          | ausgeschieden | ausgeschieden | 14   |

### Rudern
| Athleten    | Wettbewerb | Vorlauf     | Vorlauf | Vorlauf       | Hoffnungslauf | Hoffnungslauf | Hoffnungslauf  | Halbfinale  | Halbfinale | Halbfinale    | Finale      | Finale | Rang |
| Athleten    | Wettbewerb | Zeit        | Rang    | Qualifikation | Zeit          | Rang          | Qualifikation  | Zeit        | Rang       | Qualifikation | Zeit        | Rang   | Rang |
| ----------- | ---------- | ----------- | ------- | ------------- | ------------- | ------------- | -------------- | ----------- | ---------- | ------------- | ----------- | ------ | ---- |
| Männer      |            |             |         |               |               |               |                |             |            |               |             |        |      |
| Ali Ibrahim | Einer      | 7:41,17 min | 3       | Hoffnungslauf | 7:45,64 min   | 2             | Halbfinale A/B | 7:22,43 min | 4          | B-Finale      | 6:52,11 min | 2      | 8    |

### Schießen
| Athleten         | Wettbewerb | Qualifikation   | Qualifikation | Finale          | Finale        | Rang |
| Athleten         | Wettbewerb | Ringe/ Scheiben | Rang          | Ringe/ Scheiben | Rang          | Rang |
| ---------------- | ---------- | --------------- | ------------- | --------------- | ------------- | ---- |
| Männer           |            |                 |               |                 |               |      |
| Moustafa Hamdy   | Skeet      | 112             | 49            | ausgeschieden   | ausgeschieden | 49   |
| Mohamed Khorshed | Skeet      | 113             | 43            | ausgeschieden   | ausgeschieden | 43   |

### Schwimmen
| Athleten      | Wettbewerb          | Vorlauf     | Vorlauf | A/B-Finale    | A/B-Finale    | Rang |
| Athleten      | Wettbewerb          | Zeit        | Rang    | Zeit          | Rang          | Rang |
| ------------- | ------------------- | ----------- | ------- | ------------- | ------------- | ---- |
| Frauen        |                     |             |         |               |               |      |
| Rania El-Wani | 50 m Freistil       | 26,26 s     | 18      | ausgeschieden | ausgeschieden | 18   |
| Rania El-Wani | 100 m Freistil      | 56,89 s     | 19      | ausgeschieden | ausgeschieden | 19   |
| Rania El-Wani | 200 m Freistil      | 2:06,94 min | 34      | ausgeschieden | ausgeschieden | 34   |
| Männer        |                     |             |         |               |               |      |
| Tamer Zinhom  | 50 m Freistil       | 24,02 s     | 47      | ausgeschieden | ausgeschieden | 47   |
| Tamer Zinhom  | 100 m Freistil      | 52,16 s     | 47      | ausgeschieden | ausgeschieden | 47   |
| Tamer Zinhom  | 100 m Schmetterling | 56,46 s     | 46      | ausgeschieden | ausgeschieden | 46   |